# 新潟県道374号五千石巻新潟線
新潟県道374号五千石巻新潟線（にいがたけんどう374ごう ごせんごくまきにいがたせん）は、新潟県燕市から西蒲原郡弥彦村、新潟市西蒲区を経由して同市西区に至る一般県道である。

## 概要
かつて国道116号線であった。

### 路線データ
- 起点：燕市地蔵堂字本町（五千石交差点＝国道116号交点、新潟県道165号見附分水線終点）
- 終点：新潟市西区保古野木字尾崎（保古野木交差点＝国道116号交点）
- 路線延長：

## 路線状況

### 通称
- 巻本町通

### 重複区間
- 新潟県道223号石瀬吉田線（燕市吉田 - 弥彦村大字平野間）
- 新潟県道66号白根西川巻線（西蒲区曽根地内）
- 新潟県道46号新潟中央環状線（西蒲区善光寺地内）

## 地理

### 通過する自治体
- 新潟県
- 燕市 - 西蒲原郡弥彦村 - 新潟市（西蒲区 - 西区）

### 交差する道路
- 燕市
  - 国道116号（五千石交差点）
  - 新潟県道18号燕地蔵堂線（五千石）
  - 新潟県道145号分水停車場線
  - 新潟県道68号燕分水線
  - 新潟県道29号吉田弥彦線（吉田旭町）
  - 新潟県道223号石瀬吉田線（同）
    - ※吉田旭町 - 平野間、県道223号重複

  - 新潟県道144号吉田停車場線（吉田上町丁字路）
  - 新潟県道250号月潟吉田線（吉田学校町交差点）
- 弥彦村
  - 新潟県道223号石瀬吉田線（平野）
- 新潟市西蒲区
  - 新潟県道533号岩室停車場線（岩室駅前・和納三区）
  - 新潟県道55号新潟五泉間瀬線（和納十字路）
  - 国道460号＜巻南バイパス＞（赤鏥西交差点）
  - 国道460号＜旧道＞（四ッ谷交差点）
  - 新潟県道143号巻停車場線（巻甲）
  - 新潟県道296号横山巻線（館之城交差点）
  - 新潟県道66号白根西川巻線（曽根地内）
  - 新潟県道46号新潟中央環状線＜旧道＞（善光寺地内）
- 新潟市西区
  - 新潟県道46号新潟中央環状線＜バイパス区間＞（明田上交差点）
  - 国道116号（保古野木交差点）